# Stormswept
Stormswept er en amerikansk stumfilm fra 1923 af Robert Thornby.

## Medvirkende
- Wallace Beery som William McCabe
- Noah Beery som Shark Moran
- Virginia Browne Faire som Ann Reynolds
- Arline Pretty som Hedda McCabe
- Jack Carlyle som Snape